# Michel Faur
Michel Faur est un imprimeur français né à Ustou (Ariège) le 20 juin 1758 et mort à Laval le 10 novembre 1797.

## Biographie
Il travaille à Paris, Orléans, Angers, où il réside en 1789. Il y arbore l'un des premiers la cocarde tricolore. Il arrive à Laval en 1790 pour travailler chez Dariot, puis s'installe à son compte. Il devient rapidement membre de la société populaire. Il est nommé en l'an II, officier municipal par François Joachim Esnue-Lavallée et Didier Thirion. Il se marie à Entrammes en 1793.
Michel Faur est à l'initiative en 1792 du journal Le Patriote du département de la Mayenne, puis Le sans-culotte de la Mayenne en compagnie de Joseph Laban et Dominique Rabard. Il devient juge du Commission militaire révolutionnaire du département de la Mayenne.
Au moment de la chute de Robespierre, il est jugé comme terroriste à la suite de son engagement jacobin : le 23 brumaire (13 novembre), Jean-François Boursault-Malherbe, éclairé sur les crimes commis au nom de la République par les Jacobins de Laval, résolut de faire arrêter les plus coupables d'entre eux On perquisitionna dans leurs papiers, dans ceux du tribunal et du comité révolutionnaires, au département, à la municipalité, etc. et François Midy fut chargé d'instruire contre eux.
Inculpé, il vit en prison protestant de son innocence.  Détenu à Alençon, il adresse en compagnie des autres emprisonnés une pétition pour demander la suspension des poursuites dirigées contre eux. Une loi (no 6.703) du 17 thermidor (4 août) fit droit à leur demande : « La Convention nationale, sur la pétition des citoyens Mélouin, Le Roux fils, R. F. Bescher, Faur, Augustin Garot, Juliot-Lérardière et Quantin, ex-fonctionnaires publics du département de la Mayenne, décrète la suspension de toute procédure qui pourrait être dirigée contre eux et renvoie la dite pétition à son Comité de législation pour lui en faire son rapport dans trois jours. ». Les détenus restèrent provisoirement en prison, jusqu'au moment où l'amnistie du 4 brumaire an IV (26 octobre 1795), vint les rendre à la liberté et annuler toutes les procédures dirigées contre eux.
Il reprend alors ses activités mais doit quitter la ville car il est accusé d'avoir volé des pierres tombales du cimetière d'Avesnières pour en faire les marches de sa maison.

## Publications
- Détail de ce qui s'est passé lors de l'arrivée et de l'installation de M. Villar, évêque du département de la Mayenne, rédigé par ordre du Directoire du Département, 20 p., in-4.
- Discours prononcé par M. Enjubault-la-Roche, membre de l'Assemblée constituante et président du Tribunal du district de Laval, le 28 novembre 1791, jour de son installation au Tribunal. Imprimé par ordre du directoire du département de la Mayenne. Laval, Michel Faur, 1791, in-8° de 14 pages.
- Julien-Simon Duchesne[6], La maladie à la mode; par demandes et par réponses.. Laval, de l'imprimerie de Faur et Cie, 1792, in-8 de 40 pages[7].
- Discours prononcés à la Convention à l'occasion du procès de Louis XVI, tous imprimés à Laval, par Dariot ou par Faur[8]